# Air France-KLM
Air France-KLM S.A. (también conocido como Air France-KLM Group) es un holding de aerolíneas con sede en París, Francia. Las tres principales marcas del grupo son Air France, KLM y Transavia. Air France-KLM es el resultado de la fusión en 2004 entre Air France y KLM. Tanto Air France como KLM son miembros de la alianza de aerolíneas SkyTeam. Los principales centros del grupo son el Aeropuerto de París-Charles de Gaulle, el Aeropuerto de París-Orly y el Aeropuerto de Ámsterdam-Schiphol. Las aerolíneas del grupo transportaron a 83 millones de pasajeros en 2022.
Inversores privados tienen el 81.4% de la compañía (37% en propiedad de ex accionistas de Air France y 21% en propiedad de ex accionistas de KLM), mientras que el Gobierno francés tiene el restante 18.6%. Como resultado del acuerdo, la participación del Gobierno de Francia en Air France ha sido reducida del 54.4% (de la ex Air France) al 44% (de Air France-KLM). Su participación fue reducida posteriormente al 25% y, finalmente, al 18.6%. Por ello, la fusión ha resultado en la privatización de Air France.
Ambas aerolíneas, Air France y KLM continúan operando sus vuelos bajo sus tradicionales denominaciones, como subsidiarias de Air France-KLM. Esta situación está sujeta a cambios en el futuro.
En el año fiscal finalizado el 31 de marzo de 2005, los resultados operativos totales de Air France-KLM alcanzaron los 19 080 000 €, con una ganancia neta de 351 000 000 €, un incremento del 20.2% comparado al del año anterior. Air France-KLM es una de las más rentables compañías de Europa, en marcado contraste con las compañías aéreas norteamericanas, que aún están experimentando grandes dificultades tras los Ataques del 11 de septiembre. 
A marzo de 2005, Air France-KLM estaba operando 554 aeronaves. Al momento de la fusión en mayo de 2004, Air France y KLM en conjunto ofrecían vuelos a 225 destinos en el mundo. En el año que finalizó el 21 de marzo de 2003, ambas compañías transportaron en conjunto 66 300 000 pasajeros. Air France-KLM es miembro de la alianza de aerolíneas SkyTeam.
En octubre de 2005, Air France Cargo y KLM Cargo, las dos subsidiarias de transporte de cargas del grupo, anunciaron la integración de sus actividades comerciales. El equipo de administración conjunto de cargas opera en la actualidad desde los Países Bajos.
Las operaciones de Air France-KLM se concentran en dos importantes centros de conexión: el Aeropuerto de París-Charles de Gaulle; y el Aeropuerto de Ámsterdam-Schiphol.
Air France-KLM también tiene un 2% de las acciones de la aerolínea de bandera de Italia, Alitalia (noviembre de 2005). El Gobierno italiano redujo su participación en la aerolínea, del 62 al 49%, lo que significa que ha resignado control en la misma.[cita requerida]

## Flota

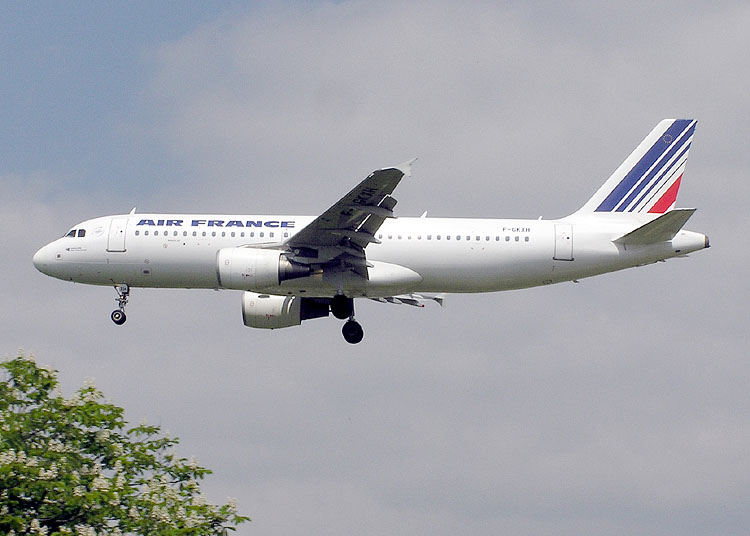
Airbus A320 de Air France.

## Subsidiarias
La firma también tiene una pequeña aerolínea de bajo costo, Transavia, la cual opera desde Ámsterdam, Róterdam y Eindhoven, el cual opera desde el Aeropuerto de Orly en el futuro. En asociación con su subsidiaria neerlandesa, transavia.com, Air France está a punto de lanzar una nueva aerolínea subsidiaria de vuelos chárter y de bajo costo que operará desde el Aeropuerto de Orly iniciando sus operaciones durante la primavera de 2007, con servicios a la región del Mediterráneo y África del Norte. Se rumorea que será bautizada Air France Soleil y operará aeronaves Boeing 737 que serán transferidos desde la flota de Transavia. Se sabe que Transavia tiene un 40% de las acciones, con Air France en posesión del remanente. Air France-KLM también tiene el 26% de Kenya Airways, adquirida por KLM, previo a la fusión, así como el 50% de Martinair.

## Asuntos corporativos

### Tendencias en el desarrollo empresarial
En mayo de 2010, Air France-KLM anunció un aumento de las pérdidas (1.560 millones de euros en el ejercicio cerrado a 31 de marzo de 2010) y advirtió de que las erupciones del volcán Eyjafjallajokull 2010 supondrían unas pérdidas adicionales de 160 millones de euros en el ejercicio en curso. Air France-KLM es una de las mayores aerolíneas de Europa, con un tráfico de pasajeros de 204.700 millones de pasajeros-kilómetro en el ejercicio cerrado a 31 de marzo de 2011. Air France-KLM también ha conseguido situarse entre las aerolíneas más eficientes en lo que respecta a retrasos y cancelaciones, ya que el 83.19% de sus vuelos llegan sin complicaciones.
Los accionistas privados tienen el 81.4% de la compañía, de los cuales el 37% pertenece a antiguos accionistas de Air France y el 21% a antiguos accionistas de KLM. El Gobierno francés tiene el 15.9% restante.
En 2022 reportó ingresos totales de 26 393 000 000 €, beneficio de explotación de 1 193 000 000 €, beneficio neto de 728 000 000 €, activos totales de 32 305 000 000 € y una plantilla total de 74 602 empleados.

### Sede central
La sede social de Air France-KLM se encuentra en el complejo Roissypôle, en el aeropuerto Charles de Gaulle y en Tramble-en-France, cerca de París. La construcción de este complejo de 130 000 m² (32,1 acres) finalizó en diciembre de 1995. El proyecto fue dirigido por la empresa francesa Groupement d'Etudes et de Methods d'Ordonnancement (GEMO). El arquitecto fue Valode & Pistre y los consultores de diseño fueron Séchaux-Boyssuth y Truvin. El proyecto costó 137 000 000 €.